# Ljoedmyla Josypenko
Ljoedmyla Dmytrivna Josypenko (Oekraïens: Людмила Дмитрівна Йосипенко) (Jahotyn (Oblast Kiev), 24 september 1984) is Oekraïense atlete, die is gespecialiseerd in de meerkamp. Ze werd Oekraïens kampioene op de zevenkamp. Ze nam eenmaal deel aan de Olympische Spelen, maar won hierbij geen medailles.

## Biografie
In Nederland is Josypenko geen onbekende. Zo won ze op 27 augustus 2008 met 6262 punten de internationale zevenkamp in Woerden, die georganiseerd werd door de Woerdense club AV Clytoneus.
In 2008 werd ze Oekraïens kampioene op de zevenkamp. In mei 2009 bij de Hypomeeting, een internationale topwedstrijd in het Oostenrijkse Götzis, werd ze derde. Met een persoonlijk record van 6361 punten eindigde ze achter olympisch kampioene en landgenote Natalja Dobrynska (1e; 6558) en de landgenote Hanna Melnytsjenko (2e; 6445).
Bij de wereldkampioenschappen van 2009 in Berlijn verbeterde Ljoedmyla Josypenko haar persoonlijke record verder tot 6416 punten en eindigde hiermee op een vijfde plaats. De wedstrijd werd gewonnen door de Britse Jessica Ennis met 6731 punten. De Britse overklaste haar met een grote marge in alle onderdelen, met uitzondering van het speerwerpen, waarop Josypenko met 46,87 m ruim drie meter verder wierp.
Op de Olympische Spelen van 2012 in Londen werd Josypenko vierde met 6618 punten.
In 2013 werd Josypenko voor vier jaar geschorst wegens afwijkingen in het biologisch paspoort. Deze afwijkingen, opvallende schommelingen in het hemoglobinegehalte, werden reeds eind 2012 openbaar gemaakt. De atlete zelf, hierin ondersteund door diverse deskundigen, meende echter te kunnen aantonen dat deze schommelingen door een natuurlijke aanleg werden veroorzaakt. Desondanks werd in juli 2013 haar diskwalificatie door de Oekraïense atletiekbond bekrachtigd. In september 2013 werd deze schorsing door de IAAF bevestigd en haar resultaten vanaf 25 augustus 2011 werden geschrapt.
Josypenko studeert aan de Ternopil National Economic University in Ternopil.

## Titels
- Oekraïens kampioene zevenkamp - 2008

## Persoonlijke records
Outdoor
| Onderdeel    | Prestatie | Datum             | Plaats   |
| ------------ | --------- | ----------------- | -------- |
| 200 m        | 23,68 s   | 30 mei 2009       | Götzis   |
| 800 m        | 2.12,51   | 3 augustus 2011   | Donetsk  |
| 100 m horden | 13,25 s   | 3 augustus 2012   | Londen   |
| hoogspringen | 1,88 m    | 30 mei 2009       | Götzis   |
| verspringen  | 6,40 m    | 31 mei 2009       | Götzis   |
| kogelstoten  | 14,32 m   | 29 juni 2012      | Helsinki |
| speerwerpen  | 51,30 m   | 20 september 2009 | Talence  |
| zevenkamp    | 6618 p    | 4 augustus 2012   | Londen   |

Indoor
| Onderdeel    | Prestatie | Datum            | Plaats    |
| ------------ | --------- | ---------------- | --------- |
| 60 m horden  | 8,86 m    | 13 januari 2012  | Kiev      |
| hoogspringen | 1,83 m    | 24 januari 2007  | Zaporizja |
| vijfkamp     | 4298 p    | 13 februari 2007 | Soemy     |

## Palmares

### zevenkamp
- 2005: 11e European Cup Combined Events Super League - 5782 p
- 2006: 32e European Cup Combined Events Super League - 4654 p
- 2007: 8e European Cup Combined Events 1st League - 5753 p
- 2008: 4e EAA Combined Events Cup Super League - 6094 p
- 2009:  Hypomeeting - 6361 p
- 2009: 5e WK - 6416 p
- 2010: 6e EK - 6206 p
- 2011:  Europacup - 5984 p
- 2011: DQ WK (was 10e)
- 2012: DQ Hypomeeting - 6501 p (was )
- 2012: DQ EK (was )
- 2012: DQ OS - 6618 p (was 4e)
- 2012: DQ IAAF World Combined Events Challenge (was )